# 小行星8922
小行星8922（英語：8922 Kumanodake）是一颗围绕太阳公转的小行星。1996年11月10日，大国富丸在南阳市发现了此天体。
这颗小行星的绝对星等为84.86675075705519等。